# دوتي ستريت تشامبرز

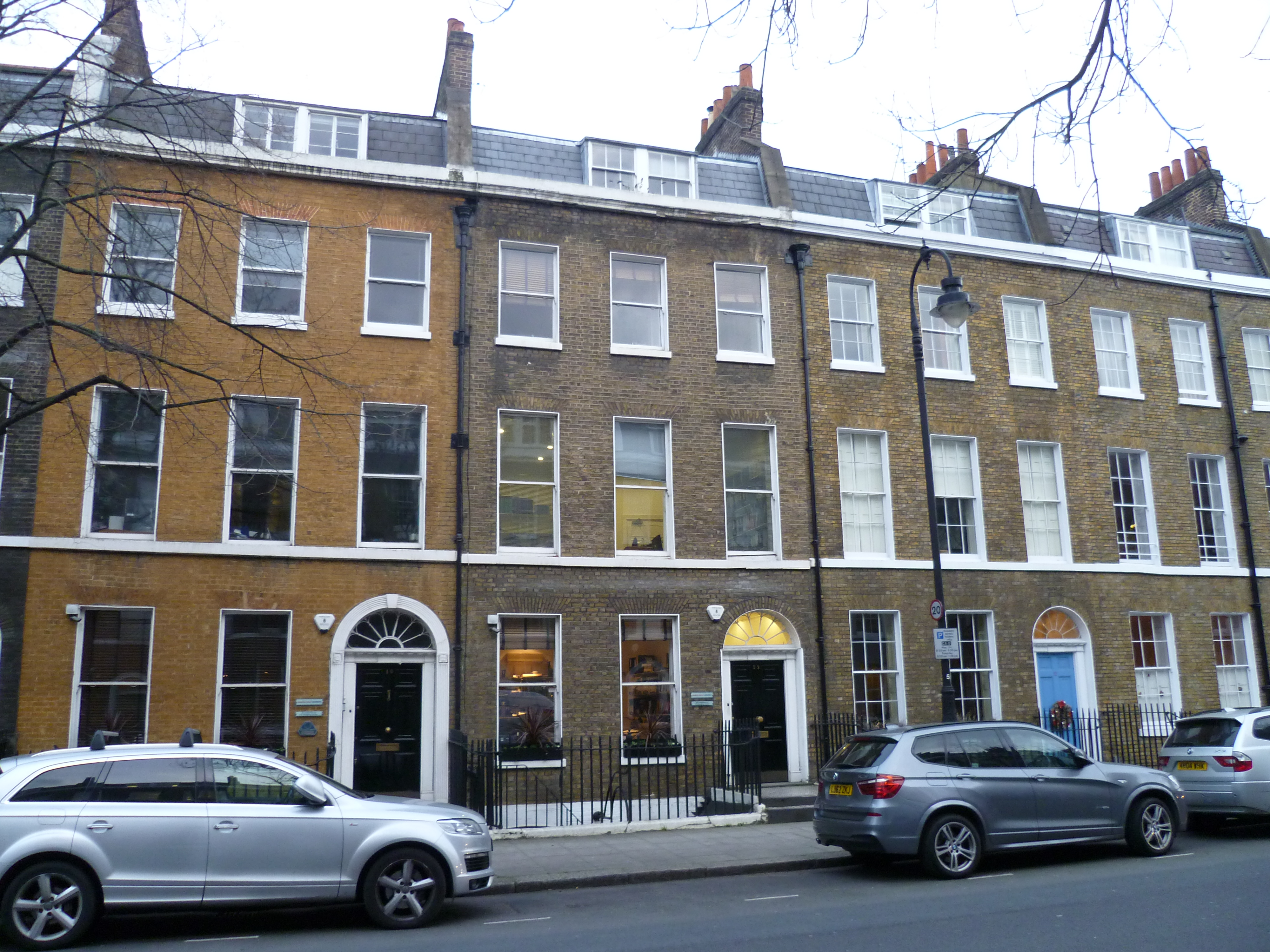
دوتي ستريت تشامبرز في لندن

دوتي ستريت تشامبرز هي مجموعة بريطانية تقع في برستل ومانشستر وشارع دوتي في لندن تتكون من غرف للمحامين، تنشط في قضايا العدالة الجنائية والقانون العام والهجرة وقانون الشغل وحقوق الإنسان والحريات المدنية.
تم إنشاء دوتي ستريت تشامبرز في عام 1990 من قبل ثلاثين محاميا، بهدف كسر قالب الغرف التقليدية وذلك بالانتقال من نزل المحكمة. ويعتبر جيفري روبرتسون المؤسس والرئيس المشترك جنبا إلى جنب مع إدوارد فيتزجيرالد للمجموعة. تبلغ مساحة الغرف الآن أكثر من أربعة أضعاف العدد الذي كان سابقا حيث يضم أكثر من 120 عضوا، منهم 29 مستشارا ملكيا.
ومن بين الأعضاء البارزين الآخرين أمل كلوني ولويس بلوم كوبر وجيرالدين فان بيرين ، سادقات قادري ، هيلينا كينيدي ، بن سيلفرستون ،كير ستارمر، مارثا سبورييه حاليا مديرة منظمة حقوق الإنسان ليبرتي.
‌